# Kazuhisa Irii
Kazuhisa Irii (jap. 入井 和久, Irii Kazuhisa; * 18. Oktober 1970 in der Präfektur Ibaraki) ist ein ehemaliger japanischer Fußballspieler.

## Karriere
Irii erlernte das Fußballspielen in der Schulmannschaft der Hitachi Technical High School. Seinen ersten Vertrag unterschrieb er 1989 bei Honda FC. Der Verein spielte in der höchsten Liga des Landes, der Japan Soccer League. 1991 erreichte er das Finale des JSL Cup. Für den Verein absolvierte er 26 Erstligaspiele. 1992 wechselte er zu den Kashima Antlers. 1993 wurde er mit dem Verein Meister/Vizemeister der J1 League. 1995 wechselte er zum Ligakonkurrenten Kashiwa Reysol, 1996 dann zum Zweitligisten Brummell Sendai. Ende 1997 beendete er seine Karriere als Fußballspieler.

## Erfolge
Honda FC
- JSL Cup

Finalist: 1991
Kashima Antlers
- J1 League

Vizemeister: 1993
- Kaiserpokal

Finalist: 1993